# Andreas von Neu
Andreas Neu, seit 1796 Freiherr von Neu (* 20. Februar 1734 in Wien; † 21. Dezember 1803 in Burgstall), war ein kaiserlicher Feldmarschallleutnant.

## Leben

### Militärkarriere
Neu begann seine militärische Laufbahn an der Wiener Ingenieurschule, wo er sich in den mathematischen Wissenschaften derart hervortat, dass er bereits im Alter 19 Jahren mit einer untergeordneten Lehrerstelle ebd. betraut wurde. Im Jahre 1757 avancierte er im Generalquartiermeisterstab zum Unterleutnant und rückte in Folge fortgesetzter besonderer Tüchtigkeit schon 1759, zum Hauptmann auf. Er leitete dann die Mappierungsarbeiten in Böhmen, Mähren und Schlesien. Seine Beförderung zum Major erfolgte 1769. Hiernach wurde er zu ähnlichen Arbeiten in Oberösterreich und nach seinem Aufstieg zum Oberleutnant im Jahre 1778 auch im Innviertel, in Galizien, in Ungarn und Niederösterreich verwendet. Nach seiner Beförderung zum Oberst im Jahre 1786 leitete er die Grundausmessung in Ungarn, Siebenbürgen, Kroatien und Slavonien. Er wurde 1788 Chef des Generalstabes beim Armeekorps in Kroatien, nahm am Türkenkrieg, insbesondere der Belagerung von Dubiza Berbir teil und avancierte 1789 zum Generalmajor.
Neu wurde 1790 Vizekommandant von Pleß und noch unter Loudon Chef des Generalstabes in dessen Armee. 1792 wechselte er in gleicher Eigenschaft zur Rheinarmee. Während des Ersten Koalitionskriegs unterstand er Clerfayt und wurde auf dessen Ruf hin Reichsgeneralquartiermeister. Seit Herbst 1794 war er Gouverneur der Reichs- und Hauptfestung Mainz und konnte sich während der Belagerung von Mainz erneut auszeichnen. Hierfür wurde er am 11. November 1795 mit dem Ritterkreuze des Maria-Theresien-Ordens ausgezeichnet. Er wurde am 4. Januar 1796 mit der Anrede „Wohlgeboren“ in Wien in den Reichsfreiherrnstand erhoben und avancierte am 4. März 1796 zum Feldmarschallleutnant. Im Jahr 1800 hat er seinen Abschied erhalten und sich 1801 nach Oberösterreich in den Ruhestand zurückgezogen.

### Familie
Neu hatte mit seiner Ehefrau Franziska, geborene Hagl von Donnersfeld, den Sohn Andreas von Neu (1787–1840), Generalmajor und Brigadier zu Laibach. Dieser war mit Therese von Hannak-Tarnowska († 1856) vermählt und setzte den Stamm fort.

## Wappen
Blasonierung: Geteilt. Vorne in Gold ein mit den Sachsen einwärts gekehrter schwarzer Adlerflügel, hinten in Rot ein an der Trennungslinie angeschlossenes halbes silbernes Wagenrad. Freiherrenkrone. Auf dem gekrönten Helm mit schwarz-goldenen Helmdecken geht gerade aufwärts ein geharnischter Arm hervor, welcher mit der Faust einen schräglinks geneigten, silbern beschlagenen roten Marschallstab erfasst hat. Den Schild hält ein an der rechten Seite stehender geharnischter Ritter mit offenem Visier und einem Helmbusch von vier Straußenfedern, einer goldenen, schwarzen, silbernen und roten; derselbe hat mit der Linken den Schild erfasst und stützt die Rechte auf ein blankes Schwert, dessen Griff mit einer schwarz-goldenen Degenkoppel umwunden ist.